# HIAV M-91 Straško
Hrvatsko inžinjerijsko antiterorističko vozilo 1 (HIAV-1), HIAV или M-91 Straško (в пер. с хорв. хорватская инженерная антитеррористическая машина М-91 Страшко) — хорватский бронетрактор, разработанный в 1991 в период разгара войны в Хорватии для поддержки пехотных подразделений. Был выпущен малой серией в 17 штук.

## История создания
Обеспокоенное высокими потерями личного состава, штабное командование г. Риека обратилось к местным производителям с просьбой разработать бронемашину для поддержки пехоты, которую можно легко и в краткие сроки конвертировать из имеющейся гражданской техники.
Компания Torpedo-Rijeka рассматривало возможность создания подобной машины на базе грузовиков, однако производство подходящих моделей закончилось ещё в конце 1980-х годов. На складах имелись лишь тракторные экскаваторы с двигателями мощностью от 45 до 170 л.с. Было принято решение о создании бронемашины на базе экскаватора GTR 75A. Проект разрабатывался под руководством главного инженера компании Зденко Новака. В ходе разработки поступали предложения как от других разработчиков, так и от штабного командования. В итоге предполагалось, что маломобильный, но хорошо защищённый трактор будет использоваться для прорыва баррикад и иных препятствий и поддерживать пехоту огнём. Создание первого прототипа под заводским обозначением RI 11 началось 7 сентября 1991 года.

## Описание конструкции

### Экскаватор Torpedo GTR 75A
Для создания HIAV использовались единственные доступные тракторные экскаваторы GTR 75A югославского производства, построенные по лицензии от итальянской компании Benati. На тракторе стоял двигатель T4L 912 и коробка передач от немецкого трактора Deutz TD 75A. Большая часть узлов трактора производилась в Риеке, гидравлическая стрела экскаватора — в Джяковом.

### M-91 Straško
С экскаватора была снята гидравлическая стрела и пульт управления ею. Трактор оборудовали бронекаркасом из стали югославской марки JUS C0370. Толщину бронирования регулировали опытным путём, обстреливая плиты прямо в цеху. Толщина лобовых бронелистов составляла 20 мм, бортовых — 15 мм, кормовых — 12 мм. Это позволяло защитить экипаж от пуль калибра 7,92 мм, включая бронебойные. Для пулестойкости шин использовался полиуретановый наполнитель TyrFil.

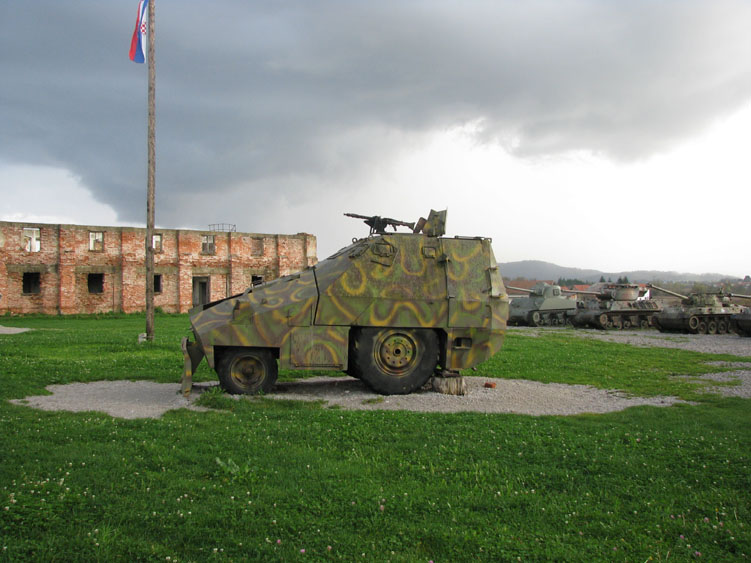